# Barkgrönbulbyl
Barkgrönbulbyl (Arizelocichla masukuensis) är en fågel i familjen bulbyler inom ordningen tättingar.

## Utseende
Barkgrönbulbylen är en rätt liten och mörk bulbyl med intetsägande fjäderdräkt. Västra bestånd har grå hjässa, medan östra är enfärgat olivgröna. Den förväxlas lätt med andra bulbyler, men är något mindre och slankare än andra arter i dess utbredningsområde.

## Utbredning och systematik
Barkgrönbulbyl delas upp i två underarter i två grupper med följande utbredning:
- kakamegae-gruppen
  - Arizelocichla masukuensis kakamegae – östra Demokratiska republiken Kongo till Uganda, västra Kenya och västra Tanzania
  - Arizelocichla masukuensis kungwensis – västra Tanzania i området kring Mt. Kungwe
- masukuensis-gruppen
  - Arizelocichla masukuensis roehli – höglänta områden i östra Tanzania
  - Arizelocichla masukuensis masukuensis – sydvästra Tanzania (Rungwebergen) till norra Malawi (Masukubergen)

## Levnadssätt
Barkgrönbulbyl hittas i bergsskogarnas mellersta skikt. Åtminstone västliga fåglar är kända för att krypa utmed stammar som en hackspett. 

## Status och hot
Arten har ett stort utbredningsområde, men tros minska i antal, dock inte tillräckligt kraftigt för att den ska betraktas som hotad. Internationella naturvårdsunionen IUCN listar arten som livskraftig (LC).